# Stadtgalerie Klagenfurt

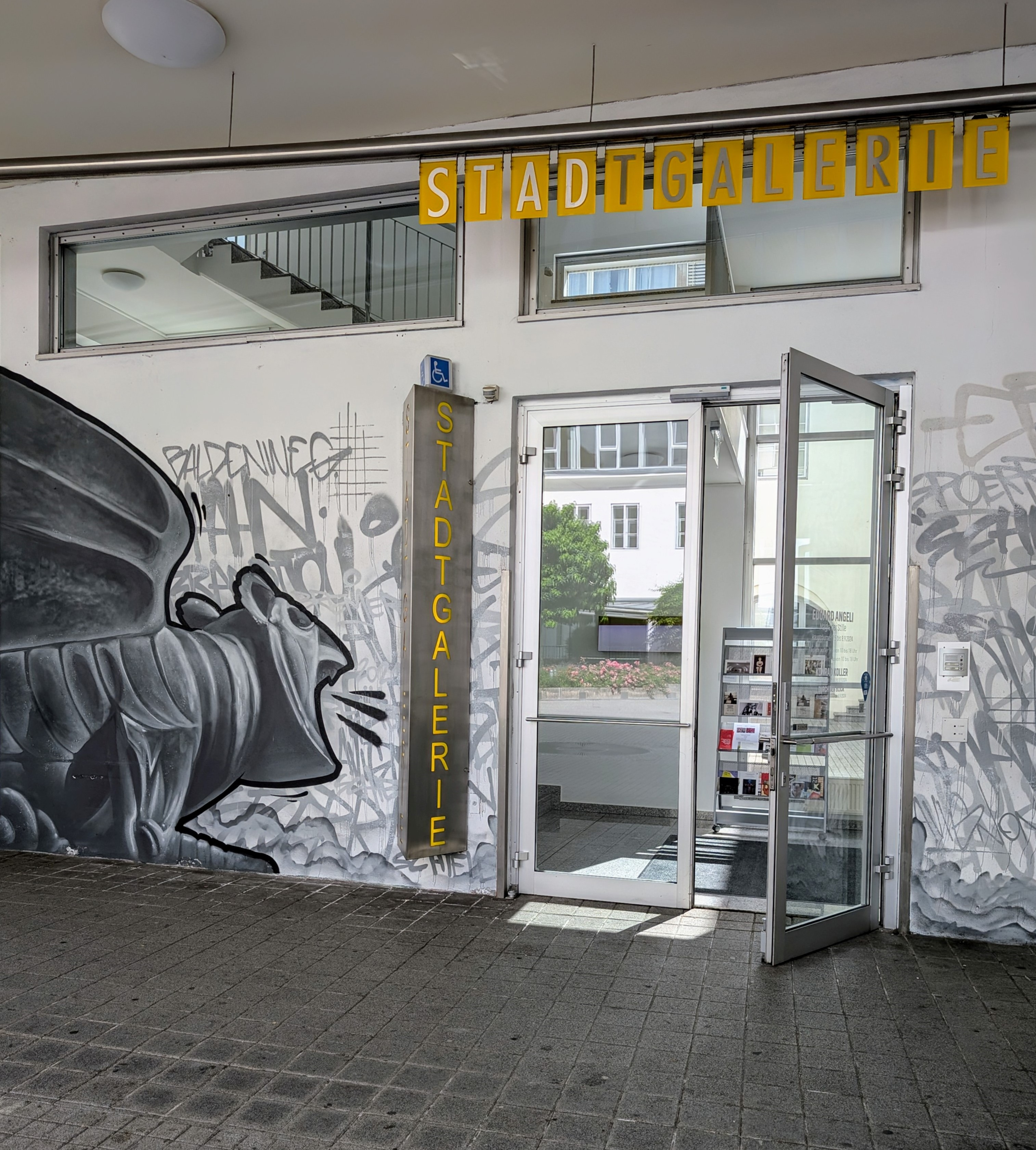
Eingang zur Stadtgalerie Klagenfurt (Theatergasse 4). Foto: STG

Die  Stadtgalerie Klagenfurt ist ein öffentliches Museum der Stadt Klagenfurt, das sowohl klassische internationale moderne Kunst als auch zeitgenössische Werke und Themenausstellungen präsentiert. Von der Stadtgalerie Klagenfurt werden auch drei weitere Ausstellungsräumlichkeiten betreut: das Living Studio, die Alpen-Adria-Galerie Klagenfurt und die theatergalerie.
In den Haupträumen der Stadtgalerie Klagenfurt (in der Theatergasse 4), auf einer Fläche von rund 1000 Quadratmeter, wird ein vielfältiges Programm präsentiert. Dabei wechseln sich Malerei, Skulptur, Fotografie und neue Medien regelmäßig ab. Gezeigt wurden bisher Ausstellungen mit Werken der klassischen internationalen Moderne (zum Beispiel u. a. Rembrandt, Andy Warhol, Egon Schiele, Max Ernst, Daniel Spoerri, Henri Toulouse-Lautrec), junge Künstlerinnen und Künstler vor allem aus dem europäischen Raum (etwa Jim Avignon, Marie-Claire Baldenweg, Katrin Bremermann, Eckart Hahn) sowie Themenausstellungen (u. a. Kunstmetropole Wien 1900–2000, Die Geburt der Moderne, Japanische Holzschnitte, Künstlerkolonie Worpswede).
Im Galeriebereich der Stadtgalerie integriert, aber separat ohne Eintritt besuchbar, bietet das Living Studio seit März 2007 vor allem jungen Künstlern eine Plattform. Auch hier sind alle Kunstsparten vertreten. Ein fixer Teil des Ausstellungsjahres ist die Werk-Präsentation von Stipendiaten des kulturamtseigenen Künstlerateliers im Europahaus Klagenfurt, der Ateliers in Šmartno und Paris vorbehalten.
Die theatergalerie liegt in unmittelbarer Nachbarschaft zur Stadtgalerie Klagenfurt, die den im Jahr 2022 neu eröffneten Ausstellungsraum auch betreut. „Das große Welttheater“ der verstorbenen Klagenfurter Künstlerin Burgis Paier bildet als Dauerausstellung das Herzstück dieser Galerie. Halbjährlich wechselnde Präsentationen zum Thema „Theater“ treten in einen spannenden Dialog mit Burgis Paiers Figurenkonvolut.

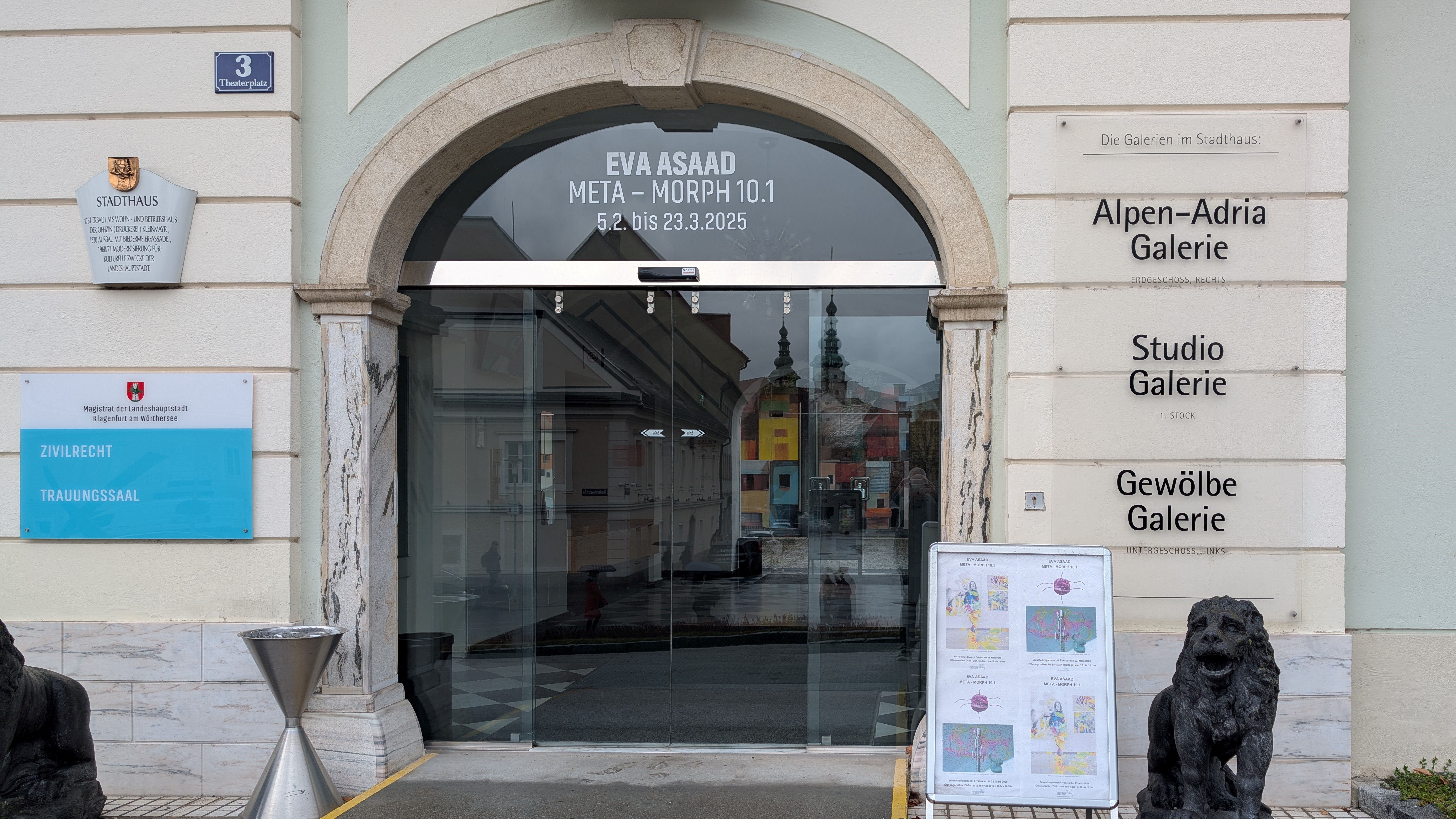
Außeneingang zur Alpen-Adria-Galerie Klagenfurt im Stadthaus (Theaterplatz 3). Foto: STG

Die Alpen-Adria-Galerie Klagenfurt befindet sich im Stadthaus (Theaterplatz 3), wenige Gehminuten von der Stadtgalerie Klagenfurt entfernt. Kunstinteressierte können auf rund 300 Quadratmeter Fläche zwischen verschiedenen Ausstellungen wählen: die Bandbreite reicht von Malerei, Grafiken, Skulpturen, Fotografie und Mode bis hin zu Design und den neuen Medien.